# New Boston Space Force Station
La New Boston Space Force Station (New Boston Air Force Station jusqu'en 2020) est une installation de la United States Space Force située dans le comté de Hillsborough, dans le centre-sud du New Hampshire. Elle s'étend sur 1133 hectares et sur trois villes: New Boston, Amherst et Mont Vernon. Elle a été créée en 1942 en tant que zone d’entraînement pour les bombardiers et les avions de combat de Grenier Army Air Field (maintenant l’aéroport régional de Manchester–Boston). À partir de 1959, elle a été transformée en une station de suivi des satellites. À la fin des années 1970 et au début des années 1980, elle était connue sous le nom de Détachement 1 du 2014th Communications Squadron situé sur la Hanscom Air Force Base (en) à Bedford, dans le Massachusetts.
La New Boston AFS est exploitée par le 23d Space Operations Squadron (en) (23 SOPS), une unité géographiquement séparée de Space Delta 6 (en) située sur la Schriever Space Force Base (en) dans le Colorado. Jusqu'à mi-2020, cette unité dépendait du 50th Network Operations Group (en) du 50th Space Wing.

## Historique
La New Boston Air Force Station remonte à 1942, alors que Grenier Field - aujourd'hui l'aéroport régional Manchester-Boston - se préparait à faire face aux exigences de la Seconde Guerre mondiale.
Le 5 septembre 1941, le colonel John Moore, commandant du corps aérien de l'armée de l'air américaine à Grenier Field, écrivit une lettre proposant au gouvernement de créer un champ de tir à la bombe à New Boston, près de Joe English Pond. "La nature du terrain autour de l'étang est telle qu'un bombardement aérien sur celui-ci offrirait les éléments de surprise, d'approche cachée et de navigation jusqu'à un point ciblé", a écrit Moore.
Finalement, des terres appartenant à 16 familles, dont 12 de New Boston, ont été acquises au coût de 23 200 $.
Il n’y avait pas d’électricité sur place et il fallait amener l’eau du magasin Dodge situé au centre de New Boston. Des fûts étaient utilisés comme chaises. Les habitants étaient tellement désolés pour les soldats qu'ils ont fait don de meubles usagés.
Au cours de la Seconde Guerre mondiale, des habitants se sont souvenus d’avoir regardé des combattants et des bombardiers s’entraîner sur la station et ont appris à reconnaître les sons de bombardements.
Après la guerre, la station a vu son activité baisser. Le champ de tir pour les bombardements a été désactivée et, après un long débat sur l'avenir du site, de nouvelles antennes de suivi des satellites ont été installées. Les premières antennes remontent aux alentours de 1960 et restent protégées par un dôme géodésique ressemblant à une balle de golf haute de six étages.
Certaines parties de la station étaient ouvertes aux pêcheurs, aux chasseurs et aux bûcherons, mais la station a été fermée à la plupart des personnels non militaires depuis les attaques du 11 septembre.

## Géographie
Quelques fermes en activité sont à proximité. Cependant, la majeure partie de la région est fortement boisée et comporte des zones de développement résidentiel. Le développement commercial consiste principalement en de petits centres commerciaux avec quelques complexes de bureaux le long de la route nationale NH State 101 au sud-est.
New Boston AFS se compose principalement de terrains forestiers non aménagés et de vastes zones humides. Les lois locales, nationales et fédérales régissant la préservation des ressources naturelles, culturelles et environnementales jouent un rôle majeur dans la limitation du développement sur et autour de la station.
La station est située dans le bassin versant du Merrimack. Quatorze étangs d'eau douce alimentés par des sources ou des ruisseaux occupant une superficie d'environ 405 m² (environ 40 hectares) et 11 kilomètres de ruisseaux se trouvent sur la station. Les étangs sont bordés de terres humides et les ruisseaux de végétation riveraine.